# روبن هال (لاعب سنوكر)
روبن هال (بالفنلندية: Robin Hull)‏ هو لاعب سنوكر فنلندي، ولد في 16 أغسطس 1974 في فنلندا.

## روابط خارجية
- روبن هال على موقع CueTracker.net (الإنجليزية)
- روبن هال على موقع بطولة العالم للسنوكر (الإنجليزية)